# Biogradska Gora
Biogradska Gora är en skog och en nationalpark i kommunen Kolašin, Montenegro. Nationalparken är 54 km². Huvuddelen av parken är  orörd skog, stora bergssluttningar och bergstoppar som når över 2000 meters höjd.

## Läge
Biogradska Gora ligger i den bergiga regionen Bjelasica i den centrala delen av Montenegro, mellan floderna Tara och Lim.